# Bảo tàng Khảo cổ học ở Košice
Bảo tàng Khảo cổ học ở Košice (tiếng Slovakia: Archeologické múzeum v Košice) là một bảo tàng tọa lạc trên Quảng trường Tự do, thành phố Košice, Slovakia. Bảo tàng giới thiệu các công sự của thành phố, đặc biệt là Cổng Hạ.

## Lịch sử
Khu phức hợp được phát hiện trong quá trình xây dựng lại phố Hlavná trong hai năm 1995 và 1996. Công cuộc nghiên cứu khảo cổ do Marcela Ďurišová và Jozef Duchoň tiến hành. Kỹ sư Alexander Lami đảm nhận việc thiết kế bảo tàng. Bảo tàng được mở cửa cho công chúng từ năm 1998.

## Miêu tả
Các cuộc khai quật khảo cổ học đã phát hiện và triển lãm cho công chúng những dấu tích sau:
- Tháp Arpad của Cổng Hạ có niên đại vào nửa sau thế kỷ 13
- Bức tường Arpad - bức tường thành cổ nhất của thành phố với hệ thống mái vòm, được xây vào cuối thế kỷ 13
- Tháp Luxembourg của Cổng Hạ với cây cầu đá bắc qua con hào đầu tiên, có niên đại vào đầu thế kỷ 15
- Bức tường rào Luxembourg được xây vào đầu thế kỷ 15
- Cống đá để thoát nước từ một con mương, được xây vào thế kỷ 15
- Pháo đài Betlen có niên đại vào nửa đầu thế kỷ 17, và một số thứ khác